# جيلبرت باتشيلو
جيلبرت باتشيلو (بالفرنسية: Gilbert Bachelu)‏ (9 فبراير 1777 - 16 يونيو 1849) هو سِيَاسِيٌّ وقائد عسكري فرنسي شارك في الحروب النابليونية خلال القرن التاسع عشر، كما أنَّهُ ساهم في الحملات الفرنسية العسكرية على مصر وسوريا.